# Надёжино (Нижегородская область)
Надёжино
 — село в Ардатовском районе Нижегородской области на реке Иржа.

## Этимология
По данным краеведа Александра Базаева, селение было названо по имени его основателя — свияжского жителя Надежи Дементьева, брата основателя соседнего села Хрипуново Хрипуна Дементьева. Существует также местная легенда, относящаяся к народной этимологии — дескать, в этом месте царь Иван Грозный во время Третьего казанского похода распорядился построить надёжное укрепление — отсюда и название села.

## Географическое положение
Село Надёжино находится на юго-западе Нижегородской области России, в 1 км от левого берега реки Иржи. Административный центр муниципального округа Ардатов находится в 13 км к северо-западу от Надёжина. Село соединено шоссейной дороге на западе с селом Хрипуново (расстояние 5 км) и просёлочными дорогами на северо-западе с покинутой деревней Колтоменье (расстояние 3 км), на северо-востоке — с селом Юсупово (3 км), на юге — с деревней Мостовкой (3 км), на юго-западе — с селом Атемасово (3 км). К востоку от села, за рекой Иржей находится лес, называемый Федуловым. Высота над уровнем моря около 169 метров.
Село Надёжино, как и вся Нижегородская область, находится в часовой зоне МСК (московское время). Смещение применяемого времени относительно UTC составляет +3:00.

## Административная принадлежность
Село Надёжино входит в состав Хрипуновского сельсовета Ардатовского муниципального округа Нижегородской области Российской Федерации.

## Климат
Село находится в зоне умеренно-континентального климата, который характеризуется холодной продолжительной зимой и тёплым, но достаточно коротким летом. За год выпадает в среднем 450—550 мм осадков, из них 68 % — в виде дождя и 32 % — в виде снега. Среднегодовая относительная влажность воздуха — 76 %. Снежный покров достигает 50 см, а в особо снежные зимы может достигать одного метра и более.
Весна приходит резко, обычно к середине апреля, при этом вплоть до середины мая нередки заморозки. Лето сравнительно короткое и достаточно жаркое — в отдельные годы температура может достигать 36 °C. Шапка лета приходится на июль. В конце весны и лета нередки грозы — их может случаться до 20 за год, почти каждый год выпадает град. Осень приходит в сентябре и стоит до начала ноября, но уже в сентябре нередки заморозки. Зима наступает в начале ноября и продолжается до середины марта. Обычно первый снег выпадает в октябре и держится в течение пяти месяцев, сходит к 10—15 апреля. Почва промерзает на глубину 70—90 см.
Вегетационный период составляет 189 дней, продолжительность безморозного периода — 137 дней.

## Население
| Численность населения | Численность населения | Численность населения | Численность населения | Численность населения | Численность населения | Численность населения | Численность населения | Численность населения | Численность населения |
| 1751                  | 1859                  | 1912                  | 1916                  | 1978                  | 1992                  | 1999                  | 2002                  | 2010                  | 2021                  |
| --------------------- | --------------------- | --------------------- | --------------------- | --------------------- | --------------------- | --------------------- | --------------------- | --------------------- | --------------------- |
| 187                   | ↗435                  | ↗748                  | ↘722                  | ↘288                  | ↗451                  | ↘432                  | ↘401                  | ↘363                  | ↘249                  |

## Инфраструктура
В селе пять улиц: Гусева, Молодёжная, Муравьёва, Новая и Садовый переулок.